# كاتدرائية مرسية
كاتدرائية ساينت ماري في مرسية أو كاتدرائية مرسية (أو جامع مرسية كما عرفها المسلمون في عصر الأندلس) هي كاتدرائية رومانية كاثوليكية ومسجد سابق تقع في مدينة مرسية الإسبانية. تعد كاتدرائية مرسية الكاتدرائية الرومانية الكاثوليكية الوحيدة التابعة لأبرشية قرطاجنة التي لا زالت مطروقة إلى الآن بإسبانيا.

## التاريخ
بنية مدينة مرسية على أيدي المسلمين في القرن الثالث الهجري (التاسع الميلادي)، وكان من ضمنها جامع مرسية المعروف. لكن المدينة وقعت في يد جيمي الأول ملك أراغون خلال القرن الثالث عشر الميلادي، ورغم الاتّفاق الذي وُقِّع بينه وبين المسلمين والقاضي بعدم تدمير أي مسجد، فقد أمر هذا بتحويل الجامع الكبير في مرسية إلى كنيسة، وكان ذلك جزءاً من تقليدٍ عنده يقضي بتكريس مكانٍ للعبادة المسيحية في كلّ قرية أو بلدة يستولي عليها. بدأ وضع أساسات الكاتدرائية في عام 1385، ووُضع حجرها الأول في عا 1388، ومع ذلك فإنَّ عملية البناء لم تبدأ حتى عام 1394، وانتهت في شهر أكتوبر عام 1467. وقد استمرَّت الكاتدرائية بالنموّ والتطور حتى القرن الثامن عشر، ولذلك فإنَّها تضمُّ فئةً متنوّعة من الطرازات المعمارية التي تعود إلى حقبٍ مختلفة، فداخل الكنيسة مبني على الطراز القوطي، وواجهتها الخارجية باروكية صمَّمها النحات والمعماري البلنسي «جومي بورت آي ميليا».
دُفِنَ قلب وأحشاء ملك قشتالة ألفونسو العاشر تحت المذبح الرئيسي في كاتدرائية مرسية بحسب ما طلبه في وصيَّته، وذلك كهدية وعربونٍ عن حبّه لمدينة مرسية، وكشكرٍ للإخلاص الذي قدمته إليه المدينة.

## برج الجرس
بني برج الجرس في كاتدرائية مرسية بين عامي 1521 و1791، ويبلغ ارتفاعه نحو 90 إلى 95 متراً، ويُعدُّ لذلك أطول برج جرسٍ في كامل إسبانيا. يرتفع البرج على خمسة طوابق ذات عروضٍ متفاوتة، وهي كما يأتي:
- الطابق الأول: من تصميم المعماريَّين فرانسيسكو وجاكوبو فلورينتينو، أرضيَّته مربعة الشكل، وهو مبنيٌّ على طراز عصر النهضة ومُزخرَفٌ بأسلوبٍ بلاترسكوي.
- الطابق الثاني: من تصميم المعماري جيرونيمو كويجانو، صُمِّم بنفس طراز الطابق السابق.
- الطابق الثالث: مصمَّمٌ على الطراز الباروكي، قلبه مصمم بطراز روكُّو، وأما وصلته بالطابق الرابع فهي مصممة بالطراز الكلاسيكي الحديث.
- الطابق الرابع: فيه أربع أكشاكٍ للتعبد عند زواياه، وكانت تستعمل لإجراء شعائر خاصة لطرد العواصف بعيداً.